# 戈登·贝利·英格拉姆
戈登·贝利·英格拉姆（1924年12月30日—2004年12月4日）是一位美国发明家和企业家。他与米切尔·韦贝尔三世一起创立了军事装备集团 (MAC)。英格拉姆是MAC-10和MAC-11全自动手枪的创造者，并因重新普及冲锋枪而受到广泛赞誉。

## 生平
戈登·贝利·英格拉姆出生于加利福尼亚州洛杉矶。在美国陆军服役期间，他第一次涉足武器设计领域。他于1949年设计了英格拉姆M6，后来又设计和制造了MAC-10和MAC-11。MAC-10为英格拉姆赢得了“冲锋手枪之父”的绰号。他的设计成就跨越四十多年，留下了数个著名的设计。他的Ranchero和Durango系列步枪融入了多用途武器的概念，这些武器不仅适用相同口径的手枪子弹，还适用相同的弹匣。

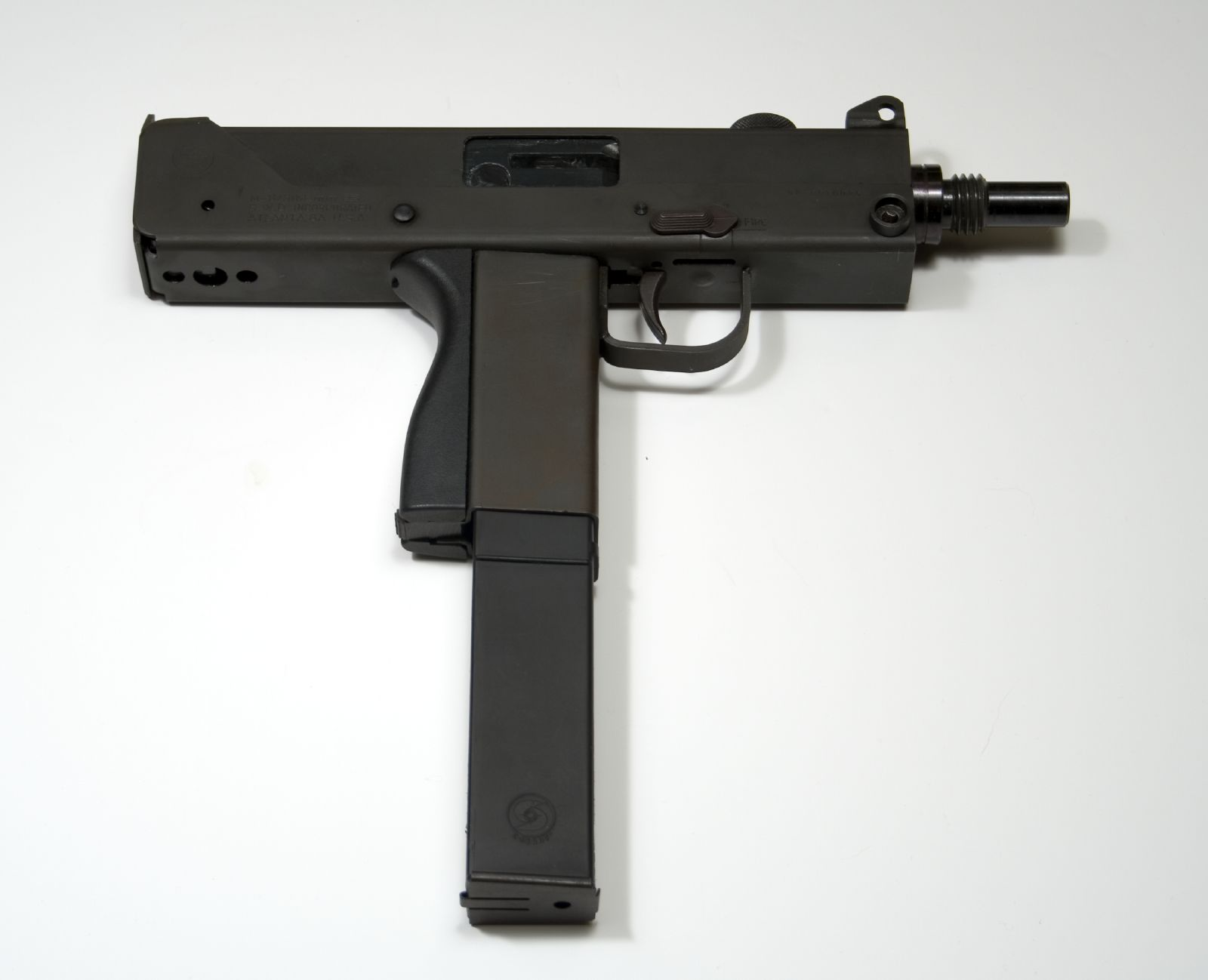
MAC-11，英格拉姆最著名的发明。

英格拉姆还与美国防务部门一些著名人物来往，例如为MAC-10设计抑制器的米切尔·韦贝尔三世。

## 文献
- Iannamico, Frank. . Chipotle Publishing, LLC. 2016. ISBN 978-0-9823918-1-5.
- Bull, Stephen. . 格林伍德出版集团. 2004: 134. ISBN 978-1-57356-557-8.